# وان نشویل پلیس
وان نشویل پلیس (انگلیسی: One Nashville Place) آسمان‌خراشی در نشویل، تنسی ایالات متحده آمریکا است که در سال ۱۹۸۵ ساختنش تکمیل شد. این ساختمان ۱۰۹ متری هشت‌ضلعی با نمای بیرونی پوشیده از شیشه تیره ۲۵ طبقه دارد و توسط مردم نشویل نام مستعار آرتو-دی‌تو (انگلیسی: R2-D2) را از روی شخصیت فیلم‌های جنگ ستارگان گرفته است. این آسمان‌خراش در حال حاضر چهاردهمین ساختمان بلند در نشویل است. 